# Franska koncessionen i Shanghai

Den franska koncessionens största utsträckning i Shanghai.

Franska koncessionens sigill.

Den Franska koncessionen i Shanghai var en fransk koncession som existerade i Shanghai från 1843 till 1943. Koncessionen var belägen söder om Shanghai International Settlement och norr om det muromgärdade kinesiska häradssätet i Shanghai (Nanshi), men utvidgades successivt under 1800- och 1900-talet. När det var som störst omfattade det betydande delar av dagens Huangpu- och Xuhui-distrikt.
Till skillnad från International Settlement, som var ett livligt affärsområde, var den franska koncessionen främst ett bostadsområde för stora delar av Shanghais befolkning. En av den franska koncessionens viktigaste farleder var Avenue Joffre som löpte tvärs igenom koncessionen.
Efter det andra kinesisk-japanska krigets utbrott 1937 förlorade den utländska koncessionerna snabbt i betydelse. 1943 överlämnade den franska Vichyregimen den franska koncessionen till Wang Jingweis regim.